# Guido de Bonjoc

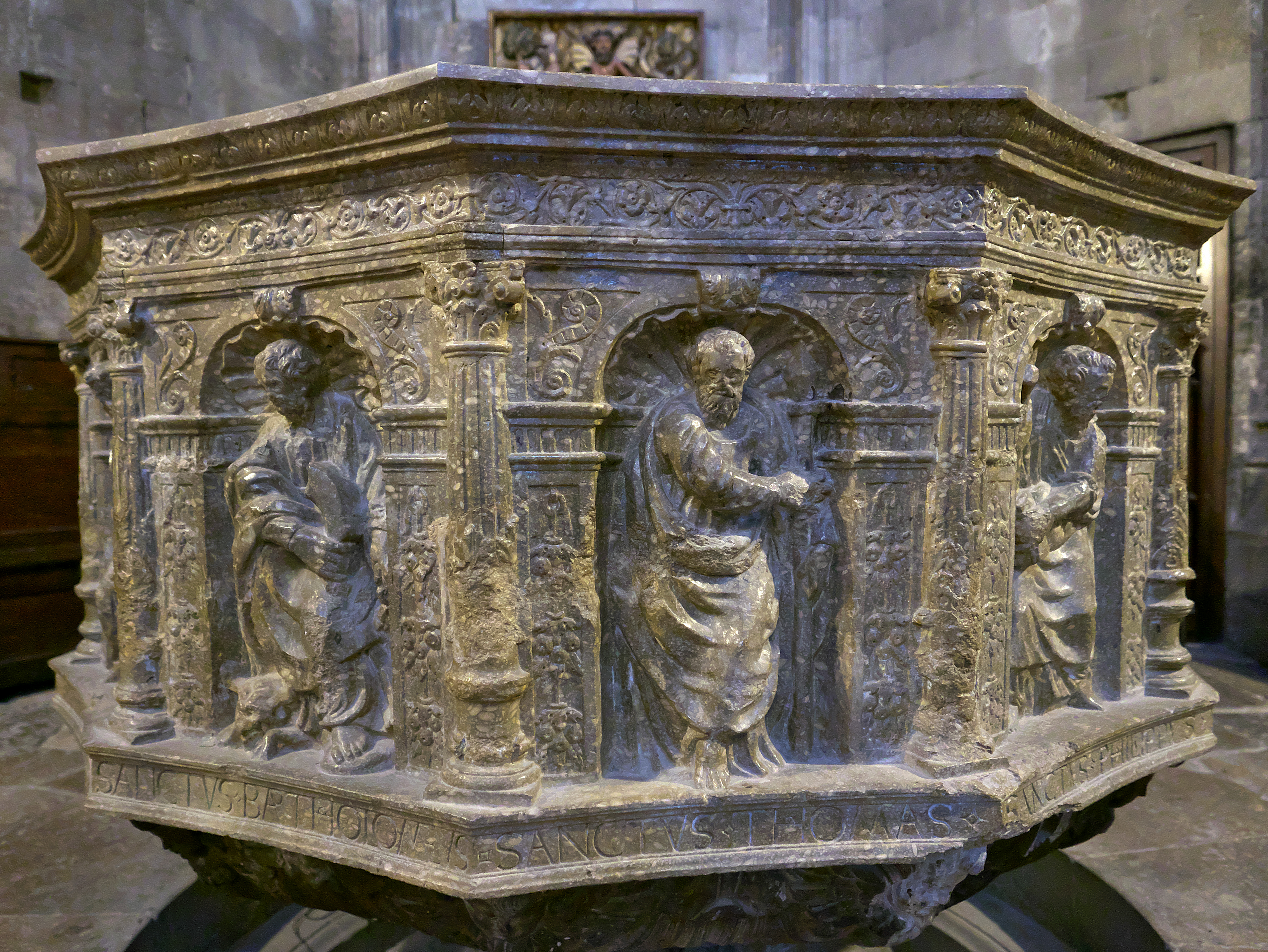
Taufstein in der Julian- und Basilissa-Kapelle der Kathedrale von Girona

Guido de Bonjoc (auch Guido de Belljoch, * 15./16. Jahrhundert; † 16. Jahrhundert, wirksam von 1528 bis 1535) war ein provenzalischer Bildhauer und Steinmetz der Renaissance, der an der Kathedrale von Girona künstlerisch wirkte. Er war der Bruder des damaligen Hauptbaumeisters dieser Kathedrale.

## Leben und Werk
Guido de Bonjoc begann um 1528 die Arbeiten am Taufbecken der Kathedrale von Girona und führte diese bis 1535 fort. Die Arbeiten wurden von den katalanischen Bildhauern Joan Roig der Ältere (ab 1440) und Meister Thomàs (ab 1545) fortgeführt und fertiggestellt.
Das Taufbecken ist aus einem kompakten Steinblock im römischen Stil gefertigt. Jede der zwölf Seiten stellt einen Apostel dar, jeweils in einem Gewölbe mit klassizistischen Ornamenten positioniert. Das Taufbecken stand ursprünglich im Portikus der romanischen Kathedrale des 11. Jahrhunderts, der 1707 abgerissen wurde. Er wurde dann in die heutige Julian- und Basilissa-Kapelle (auch Taufkapelle) verbracht. Dieses Taufbecken ist eines der wenigen Renaissancekunstwerke, das die Kathedrale von Barcelona beherbergt.